# Eva Francová
Eva Francová (* 12. prosince 1968 Hořice) je česká sochařka, fotografka a autorka foodblogu Kuchařka ze Svatojánu, který byl vydán i jako kniha v nakladatelství Motto (2014).

## Život a dílo
Vegetariánkou je od roku 1996. S manželem založila grafické studio Tres Mosquitos s.r.o. Nyní (2014) žije se svou rodinou ve Svatojanském Újezdu, nedaleko města Jičín.
Její recepty obsahují vegetariánské a veganské pokrmy, které jsou inspirovány kuchyní našich prarodičů a zároveň „šmrncnuty“ asijskou exotickou kuchyní. V roce 2014 účinkovala v pořadu Kouzelné bylinky České televize.

### Rozhovory a recenze
- https://www.youtube.com/watch?v=27tttP2Dn_M
- http://www.ceskatelevize.cz/porady/10744345634-kouzelne-bylinky/7626-eva-francova/
- https://web.archive.org/web/20140331133925/http://generace21.cz/55347-byt-zenou-vladkyni-krbu-vyzaduje-mnohem-vic-nez-varit-rika-eva-ze-svatojanu/
- http://objevit.cz/eva-ze-svatojanu-varit-musim-t57580
- http://digiarena.e15.cz/eva-francova-s-photoshopem-jako-se-stetcem_6